# 五百名觀世音經

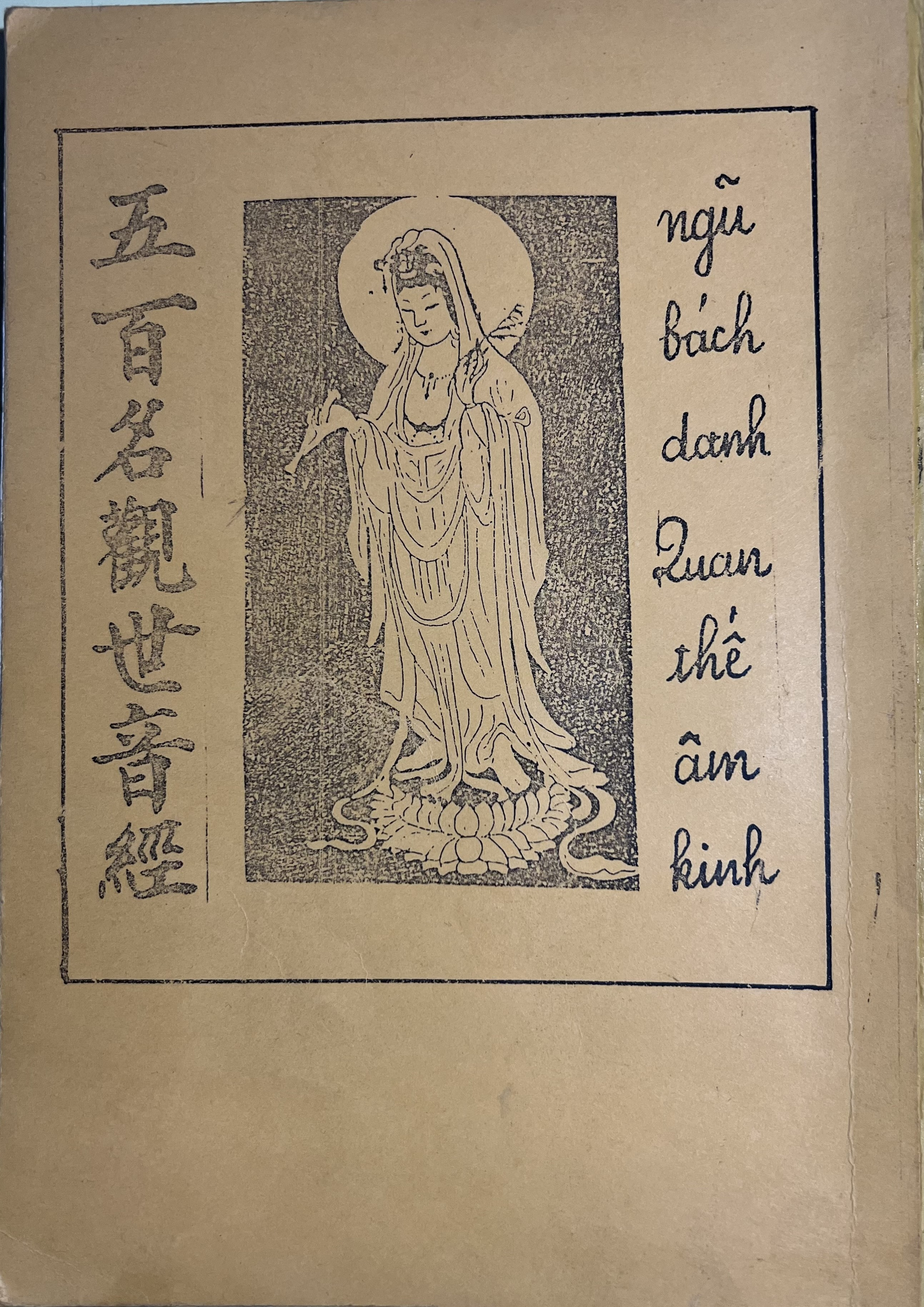
漢越雙語經書封面

《五百名觀世音經》，越南國家圖書館藏佛經，漢文單行本，發行於1898年，載有觀世音菩薩五百個稱號。雖稱為經，但無經文定式，沒有譯者姓名，更像修行觀音法門之儀軌。前有讚頌詩，後有皈依、發願、懺悔、迴向等內容。
除越南外，在其他國家和地區尚未見過。

## 觀世音菩薩五百名
1. 南無本師釋迦牟尼佛前觀世音菩薩
2. 南無說昔因呈釋迦牟尼佛觀世音菩薩
3. 南無古佛示現觀世音菩薩
4. 南無當來補處阿彌陀佛觀世音菩薩
5. 南無遇千光王靜住佛得大悲心咒觀世音菩薩
6. 南無對佛立誓如所願湧出千手千眼觀世音菩薩
7. 南無過去劫為正法明王如來觀世音菩薩
8. 南無八萬四千母陀羅臂觀世音菩薩
9. 南無千手千眼觀世音菩薩
10. 南無四十二臂觀世音菩薩
11. 南無十八臂觀世音菩薩
12. 南無十二臂觀世音菩薩
13. 南無八臂觀世音菩薩
14. 南無四臂觀世音菩薩
15. 南無千轉觀世音菩薩
16. 南無十二面觀世音菩薩
17. 南無十一面觀世音菩薩
18. 南無正趣觀世音菩薩
19. 南無毘俱胝觀世音菩薩
20. 南無馬頭觀世音菩薩
21. 南無阿耶揭唎婆觀世音菩薩
22. 南無法浄觀世音菩薩
23. 南無葉衣觀世音菩薩
24. 南無消伏毒害觀世音菩薩
25. 南無如意寶輪觀世音菩薩
26. 南無圓滿無礙大悲心觀世音菩薩
27. 南無破一切業障觀世音菩薩
28. 南無摩訶波頭摩旃檀摩尼心觀世音菩薩
29. 南無滅惡趣觀世音菩薩
30. 南無饒益眾生觀世音菩薩
31. 南無能滿一切願觀世音菩薩
32. 南無能救產難苦觀世音菩薩
33. 南無具大悲心觀世音菩薩
34. 南無具大慈心觀世音菩薩
35. 南無地獄門開觀世音菩薩
36. 南無現種種音聲觀世音菩薩
37. 南無現種種色相觀世音菩薩
38. 南無現種種利樂觀世音菩薩
39. 南無現種種救苦救難觀世音菩薩
40. 南無現種種神通觀世音菩薩
41. 南無能滿種種願觀世音菩薩
42. 南無能脫五逆重罪觀世音菩薩
43. 南無能除蠱毒咒詛厭禱觀世音菩薩
44. 南無能除頭腦胸脇諸病觀世音菩薩
45. 南無能除咽喉諸病觀世音菩薩
46. 南無能除口腹腰背諸病觀世音菩薩
47. 南無能除眼耳唇舌諸病觀世音菩薩
48. 南無能除牙齒鼻身諸病觀世音菩薩
49. 南無能除手腳諸病觀世音菩薩
50. 南無能除瘋狂癲諸病觀世音菩薩
51. 南無能除諸惡鬼神惱人觀世音菩薩
52. 南無能除刀兵水火災厄觀世音菩薩
53. 南無能除雷電震怖觀世音菩薩
54. 南無能除冤家劫盜觀世音菩薩
55. 南無能除惡軍惡賊觀世音菩薩
56. 南無能除三災九橫觀世音菩薩
57. 南無能除惡夢變怪觀世音菩薩
58. 南無能除蚖蛇蝮蝎觀世音菩薩
59. 南無能除諸惡毒獸觀世音菩薩
60. 南無能除官事爭訟觀世音菩薩
61. 南無能現極樂世界令人利樂觀世音菩薩
62. 南無能令持念者眾人愛敬觀世音菩薩
63. 南無能令持念人具世間財觀世音菩薩
64. 南無能令人增益一切樂具觀世音菩薩
65. 南無能令一切眾生增益一切勢力觀世音菩薩
66. 南無能與長命觀世音菩薩
67. 南無能與富貴長壽觀世音菩薩
68. 南無無為心觀世音菩薩
69. 南無無染心觀世音菩薩
70. 南無空觀心觀世音菩薩
71. 南無恭敬心觀世音菩薩
72. 南無卑下心觀世音菩薩
73. 南無無雜亂心觀世音菩薩
74. 南無陀羅尼念觀世音菩薩
75. 南無誓度一切眾生心觀世音菩薩
76. 南無千眼照見觀世音菩薩
77. 南無千手護持觀世音菩薩
78. 南無能除八萬四千種病觀世音菩薩
79. 南無能伏一切惡鬼神觀世音菩薩
80. 南無能降諸天魔觀世音菩薩
81. 南無能制諸外道觀世音菩薩
82. 南無能除山精魑魅魍魎觀世音菩薩
83. 南無能除邪心觀世音菩薩
84. 南無能除貪染心觀世音菩薩
85. 南無能令眾生得善果觀世音菩薩
86. 南無具佛身藏觀世音菩薩
87. 南無光明身藏觀世音菩薩
88. 南無慈悲藏觀世音菩薩
89. 南無妙法藏觀世音菩薩
90. 南無禪定藏觀世音菩薩
91. 南無虛空藏觀世音菩薩
92. 南無無畏藏觀世音菩薩
93. 南無常住藏觀世音菩薩
94. 南無解脫藏觀世音菩薩
95. 南無藥王藏觀世音菩薩
96. 南無神通藏觀世音菩薩
97. 南無廣大自在觀世音菩薩
98. 南無觀世音自在觀世音菩薩
99. 南無撚索觀世音菩薩
100. 南無千光眼觀世音菩薩
101. 南無安樂成就眾生觀世音菩薩
102. 南無令人具大悲願力觀世音菩薩
103. 南無現作菩薩觀世音菩薩
104. 南無不空羂索觀世音菩薩
105. 南無除眼痛觀世音菩薩
106. 南無除耳痛觀世音菩薩
107. 南無除鼻痛觀世音菩薩
108. 南無除舌痛觀世音菩薩
109. 南無除齒痛觀世音菩薩
110. 南無除牙痛觀世音菩薩
111. 南無除唇痛觀世音菩薩
112. 南無除心胸痛觀世音菩薩
113. 南無除臍痛觀世音菩薩
114. 南無除腰脊痛觀世音菩薩
115. 南無除脇腋痛觀世音菩薩
116. 南無除斷齶痛觀世音菩薩
117. 南無除髖痛觀世音菩薩
118. 南無除脞膝痛觀世音菩薩
119. 南無除肢節痛觀世音菩薩
120. 南無除手足痛觀世音菩薩
121. 南無除頭面痛觀世音菩薩
122. 南無除咽喉痛觀世音菩薩
123. 南無除肩膊痛觀世音菩薩
124. 南無除風病觀世音菩薩
125. 南無除氣病觀世音菩薩
126. 南無除痔病觀世音菩薩
127. 南無除痢病觀世音菩薩
128. 南無除痳病觀世音菩薩
129. 南無除癴癖病觀世音菩薩
130. 南無除白癩病觀世音菩薩
131. 南無除重癩病觀世音菩薩
132. 南無除疥癬病觀世音菩薩
133. 南無除皰瘡觀世音菩薩
134. 南無除甘瘡觀世音菩薩
135. 南無除華瘡觀世音菩薩
136. 南無除漏瘡觀世音菩薩
137. 南無除毒瘡觀世音菩薩
138. 南無除癕腫觀世音菩薩
139. 南無除遊腫觀世音菩薩
140. 南無除疔腫觀世音菩薩
141. 南無除節腫觀世音菩薩
142. 南無除毒腫觀世音菩薩
143. 南無除患癩癇觀世音菩薩
144. 南無除患甘潤觀世音菩薩
145. 南無除囚禁枷鎖觀世音菩薩
146. 南無除打罵誹謗觀世音菩薩
147. 南無除謀害恐怖觀世音菩薩
148. 南無除不饒益事觀世音菩薩
149. 南無持咒利他觀世音菩薩
150. 南無持咒浴水霑人消罪觀世音菩薩
151. 南無持咒風吹人身得利觀世音菩薩
152. 南無持咒出言歡喜愛敬觀世音菩薩
153. 南無持咒風吹著人滅罪觀世音菩薩
154. 南無持咒龍天常當擁護觀世音菩薩
155. 南無咒力能除國土災難觀世音菩薩
156. 南無咒力能除他國怨敵觀世音菩薩
157. 南無咒力能使國土豐饒觀世音菩薩
158. 南無咒力能除疫氣流行觀世音菩薩
159. 南無能除水旱不調觀世音菩薩
160. 南無能除日月失度觀世音菩薩
161. 南無能弭叛臣謀逆觀世音菩薩
162. 南無能使外國怨敵自降觀世音菩薩
163. 南無能令國還政治觀世音菩薩
164. 南無能令雨澤順時觀世音菩薩
165. 南無能令菓實豐饒觀世音菩薩
166. 南無能與人民安樂觀世音菩薩
167. 南無能令惡事消滅觀世音菩薩
168. 南無能令國土安穩觀世音菩薩
169. 南無令日光菩薩擁護眾生觀世音菩薩
170. 南無令月光菩薩擁護眾生觀世音菩薩
171. 南無能令大乘法芽增長觀世音菩薩
172. 南無能興所修成辦觀世音菩薩
173. 南無能除十五種惡死觀世音菩薩
174. 南無不令饑餓苦死觀世音菩薩
175. 南無不為禁杖楚死觀世音菩薩
176. 南無不為冤讐對死觀世音菩薩
177. 南無不為軍陣相殺死觀世音菩薩
178. 南無不為惡欲怨苦死觀世音菩薩
179. 南無不為毒蛇所中死觀世音菩薩
180. 南無不為水火漂焚死觀世音菩薩
181. 南無不為毒藥所中死觀世音菩薩
182. 南無不為蠱毒所害死觀世音菩薩
183. 南無不為狂亂失念死觀世音菩薩
184. 南無不為樹岸墜落死觀世音菩薩
185. 南無不為惡人厭魅死觀世音菩薩
186. 南無不為邪神惡鬼得便死觀世音菩薩
187. 南無不為惡病纏身死觀世音菩薩
188. 南無不為非分自害死觀世音菩薩
189. 南無得十五種善生觀世音菩薩
190. 南無所生常逢善王觀世音菩薩
191. 南無常生善國觀世音菩薩
192. 南無常生好時觀世音菩薩
193. 南無常逢善友觀世音菩薩
194. 南無身根具足觀世音菩薩
195. 南無道心純熟觀世音菩薩
196. 南無不犯禁戒觀世音菩薩
197. 南無所有眷屬和順觀世音菩薩
198. 南無得人恭敬觀世音菩薩
199. 南無所有無他劫奪觀世音菩薩
200. 南無所求皆稱觀世音菩薩
201. 南無龍天善神常護觀世音菩薩
202. 南無所生見佛聞法觀世音菩薩
203. 南無所聞正法悟甚深義觀世音菩薩
204. 南無與我速知一切法觀世音菩薩
205. 南無與我早得智慧眼觀世音菩薩
206. 南無與我速度一切衆觀世音菩薩
207. 南無與我早得善方便觀世音菩薩
208. 南無與我速乘般若船觀世音菩薩
209. 南無與我早得越苦海觀世音菩薩
210. 南無與我速得戒定道觀世音菩薩
211. 南無與我早登涅槃山觀世音菩薩
212. 南無與我速會無為舍觀世音菩薩
213. 南無與我早同法性身觀世音菩薩
214. 南無常見十方諸佛觀世音菩薩
215. 南無常聞一切善法觀世音菩薩
216. 南無常覩千手千眼觀世音菩薩
217. 南無常在補陀落山觀世音菩薩
218. 南無常演說大悲心咒觀世音菩薩
219. 南無能遣密跡金剛擁護觀世音菩薩
220. 南無常得烏芻金剛擁護觀世音菩薩
221. 南無能遣軍荼利金剛擁護觀世音菩薩
222. 南無能遣鴦俱屍金剛擁護觀世音菩薩
223. 南無能遣八部力士擁護觀世音菩薩
224. 南無能遣賞迦囉金剛擁護觀世音菩薩
225. 南無能遣摩醯首囉擁護觀世音菩薩
226. 南無能遣那羅延擁護觀世音菩薩
227. 南無能遣金毘羅擁護觀世音菩薩
228. 南無能遣婆毘羅擁護觀世音菩薩
229. 南無能遣婆馺婆擁護觀世音菩薩
230. 南無能遣迦婁羅擁護觀世音菩薩
231. 南無能遣滿喜車鉢擁護觀世音菩薩
232. 南無能遣眞陀羅擁護觀世音菩薩
233. 南無能遣半祗羅擁護觀世音菩薩
234. 南無能遣畢婆伽羅王擁護觀世音菩薩
235. 南無能遣應德毘多擁護觀世音菩薩
236. 南無能遣薩和羅擁護觀世音菩薩
237. 南無能遣三鉢羅擁護觀世音菩薩
238. 南無能遣五部浄居擁護觀世音菩薩
239. 南無能遣閻羅擁護觀世音菩薩
240. 南無能遣帝釋王擁護觀世音菩薩
241. 南無能遣大辯天擁護觀世音菩薩
242. 南無能遣功德天擁護觀世音菩薩
243. 南無能遣婆涅那擁護觀世音菩薩
244. 南無能遣提頭賴吒天王擁護觀世音菩薩
245. 南無能遣補丹那擁護觀世音菩薩
246. 南無能遣大力衆擁護觀世音菩薩
247. 南無能遣毘婁勒叉天王擁護觀世音菩薩
248. 南無能遣毘婁博叉天王擁護觀世音菩薩
249. 南無能遣毘沙門天王擁護觀世音菩薩
250. 南無能遣金色孔雀王擁護觀世音菩薩
251. 南無能遣二十八部大僊人擁護觀世音菩薩
252. 南無能遣摩尼王擁護觀世音菩薩
253. 南無能遣跋陀羅擁護觀世音菩薩
254. 南無能遣散脂大將擁護觀世音菩薩
255. 南無能遣弗羅婆擁護觀世音菩薩
256. 南無能遣難陀龍王擁護觀世音菩薩
257. 南無能遣跋難陀龍王擁護觀世音菩薩
258. 南無能遣婆伽羅龍王擁護觀世音菩薩
259. 南無能遣伊鉢羅龍王擁護觀世音菩薩
260. 南無能遣阿修羅擁護觀世音菩薩
261. 南無能遣乾闥婆擁護觀世音菩薩
262. 南無能遣緊那羅擁護觀世音菩薩
263. 南無能遣摩睺羅擁護觀世音菩薩
264. 南無能遣水神擁護觀世音菩薩
265. 南無能遣火神擁護觀世音菩薩
266. 南無能遣風神擁護觀世音菩薩
267. 南無能遣地神擁護觀世音菩薩
268. 南無能遣雷神擁護觀世音菩薩
269. 南無能遣電神擁護觀世音菩薩
270. 南無能遣鳩槃荼擁護觀世音菩薩
271. 南無能遣毘舍阇擁護觀世音菩薩
272. 南無速令滿足六度行觀世音菩薩
273. 南無速令聲聞證果觀世音菩薩
274. 南無速令得大乘信根觀世音菩薩
275. 南無速令得十住地觀世音菩薩
276. 南無速令到佛地觀世音菩薩
277. 南無速令成就三十二相觀世音菩薩
278. 南無速令成就八十種好觀世音菩薩
279. 南無能令地獄門開罪人解脫觀世音菩薩
280. 南無能令眾生得大勝樂觀世音菩薩
281. 南無能令眾生得大勝益觀世音菩薩
282. 南無咒力能令惡業障破壞觀世音菩薩
283. 南無咒力應墮地獄即得解脫觀世音菩薩
284. 南無於所求物如風疾至觀世音菩薩
285. 南無心所願事悉能與之觀世音菩薩
286. 南無若欲見佛當與見佛觀世音菩薩
287. 南無觀世音心秘密與願觀世音菩薩
288. 南無雨大寶雨觀世音菩薩
289. 南無如大劫樹觀世音菩薩
290. 南無如如意珠觀世音菩薩
291. 南無一切所願悉皆滿足觀世音菩薩
292. 南無一切所求無能障礙觀世音菩薩
293. 南無不須擇日讀即成就觀世音菩薩
294. 南無不須持齋讀即應驗觀世音菩薩
295. 南無無有餘咒與如意輪等者觀世音菩薩
296. 南無五無間罪消滅無餘觀世音菩薩
297. 南無若有諸患但讀皆除觀世音菩薩
298. 南無戰伐闘爭無有不勝觀世音菩薩
299. 南無一切妙具皆自莊嚴觀世音菩薩
300. 南無直至菩提永離惡獸觀世音菩薩
301. 南無罪惡消滅究竟成佛觀世音菩薩
302. 南無能令貨食增長觀世音菩薩
303. 南無富貴資生無不豐足觀世音菩薩
304. 南無常念觀音永作依怙觀世音菩薩
305. 南無於無量劫成就大悲觀世音菩薩
306. 南無滿足諸希求觀世音菩薩
307. 南無增長諸白法觀世音菩薩
308. 南無成就一切善根觀世音菩薩
309. 南無遠離一切諸畏觀世音菩薩
310. 南無佛敕善神常當擁護觀世音菩薩
311. 南無現作菩薩成就眾生觀世音菩薩
312. 南無退散害苗菓子觀世音菩薩
313. 南無如意珠手觀世音菩薩
314. 南無羂索手觀世音菩薩
315. 南無寶鉢手觀世音菩薩
316. 南無寶劍手觀世音菩薩
317. 南無跋折囉手觀世音菩薩
318. 南無金剛杵手觀世音菩薩
319. 南無施無畏手觀世音菩薩
320. 南無日精摩尼手觀世音菩薩
321. 南無月精摩尼手觀世音菩薩
322. 南無寶弓手觀世音菩薩
323. 南無寶箭手觀世音菩薩
324. 南無楊枝手觀世音菩薩
325. 南無白拂手觀世音菩薩
326. 南無胡瓶手觀世音菩薩
327. 南無旁排手觀世音菩薩
328. 南無鉞斧手觀世音菩薩
329. 南無玉環手觀世音菩薩
330. 南無紅蓮花手觀世音菩薩
331. 南無白蓮花手觀世音菩薩
332. 南無青蓮花手觀世音菩薩
333. 南無紫蓮花手觀世音菩薩
334. 南無五色雲手觀世音菩薩
335. 南無軍持手觀世音菩薩
336. 南無寶鏡手觀世音菩薩
337. 南無寶戟手觀世音菩薩
338. 南無寶螺手觀世音菩薩
339. 南無髑髏杖手觀世音菩薩
340. 南無數珠手觀世音菩薩
341. 南無寶鉼手觀世音菩薩
342. 南無寶印手觀世音菩薩
343. 南無俱屍鐵鉤手觀世音菩薩
344. 南無錫杖手觀世音菩薩
345. 南無合掌手觀世音菩薩
346. 南無化佛手觀世音菩薩
347. 南無化宮殿手觀世音菩薩
348. 南無寶經手觀世音菩薩
349. 南無不退金剛手觀世音菩薩
350. 南無頂上化佛手觀世音菩薩
351. 南無葡萄手觀世音菩薩
352. 南無具四十二臂觀世音菩薩
353. 南無具神通眼觀世音菩薩
354. 南無具神通耳觀世音菩薩
355. 南無具神通鼻觀世音菩薩
356. 南無具神通舌觀世音菩薩
357. 南無具神通身觀世音菩薩
358. 南無具神通意觀世音菩薩
359. 南無得天眼通觀世音菩薩
360. 南無得天耳通觀世音菩薩
361. 南無得天鼻通觀世音菩薩
362. 南無得天舌通觀世音菩薩
363. 南無得天身通觀世音菩薩
364. 南無得天意通觀世音菩薩
365. 南無得千手觀世音菩薩
366. 南無得千眼觀世音菩薩
367. 南無得大悲心陀羅尼觀世音菩薩
368. 南無得普門示現觀世音菩薩
369. 南無得度眾生觀世音菩薩
370. 南無得與願觀世音菩薩
371. 南無能說大悲心陀羅尼觀世音菩薩
372. 南無令十地得果觀世音菩薩
373. 南無令四果得果觀世音菩薩
374. 南無不忘失大陀羅尼觀世音菩薩
375. 南無令常讀此咒無令斷絕觀世音菩薩
376. 南無製心一處觀世音菩薩
377. 南無千眼照見觀世音菩薩
378. 南無千手護持觀世音菩薩
379. 南無出口言音觀世音菩薩
380. 南無得九十九億恆沙諸佛愛念觀世音菩薩
381. 南無以實觀眾生觀世音菩薩
382. 南無得一切如來光明普照觀世音菩薩
383. 南無恒以陀羅尼救眾生觀世音菩薩
384. 南無常得百千三昧現前觀世音菩薩
385. 南無能遣天龍八部擁護觀世音菩薩
386. 南無三災劫不能壞觀世音菩薩
387. 南無常以陀羅尼療眾生病觀世音菩薩
388. 南無遊諸佛國得自在觀世音菩薩
389. 南無誦此咒聲不絕觀世音菩薩
390. 南無所在處令人民安樂觀世音菩薩
391. 南無具不可思議威神觀世音菩薩
392. 南無顯六字陀羅尼功德觀世音菩薩
393. 南無具種種法樂利樂眾生觀世音菩薩
394. 南無得化身說法觀世音菩薩
395. 南無現佛身說法觀世音菩薩
396. 南無現辟支佛身說法觀世音菩薩
397. 南無現聲聞身說法觀世音菩薩
398. 南無現梵王身說法觀世音菩薩
399. 南無現帝釋身說法觀世音菩薩
400. 南無現自在天身說法觀世音菩薩
401. 南無現大自在天身說法觀世音菩薩
402. 南無現天大將軍身說法觀世音菩薩
403. 南無現毘沙門身說法觀世音菩薩
404. 南無現小王身說法觀世音菩薩
405. 南無現長者身說法觀世音菩薩
406. 南無現居士身說法觀世音菩薩
407. 南無現宰官身說法觀世音菩薩
408. 南無現婆羅門身說法觀世音菩薩
409. 南無現比丘身說法觀世音菩薩
410. 南無現比丘尼身說法觀世音菩薩
411. 南無現優婆塞身說法觀世音菩薩
412. 南無現優婆夷身說法觀世音菩薩
413. 南無現婦女身說法觀世音菩薩
414. 南無現童男身說法觀世音菩薩
415. 南無現童女身說法觀世音菩薩
416. 南無現天身說法觀世音菩薩
417. 南無現龍身說法觀世音菩薩
418. 南無現夜叉身說法觀世音菩薩
419. 南無現乾闥婆身說法觀世音菩薩
420. 南無現阿修羅身說法觀世音菩薩
421. 南無現迦樓羅身說法觀世音菩薩
422. 南無現緊那羅身說法觀世音菩薩
423. 南無現摩睺羅伽身說法觀世音菩薩
424. 南無現人身說法觀世音菩薩
425. 南無現非人身說法觀世音菩薩
426. 南無現執金剛身神說法觀世音菩薩
427. 南無施無畏觀世音菩薩
428. 南無自在觀世音菩薩
429. 南無應感觀世音菩薩
430. 南無得如是眼觀世音菩薩
431. 南無得如是耳觀世音菩薩
432. 南無得如是鼻觀世音菩薩
433. 南無得如是舌觀世音菩薩
434. 南無得如是身觀世音菩薩
435. 南無得如是意觀世音菩薩
436. 南無得如是見觀世音菩薩
437. 南無得如是聞觀世音菩薩
438. 南無得如是用觀世音菩薩
439. 南無得如是行觀世音菩薩
440. 南無得如是愛觀世音菩薩
441. 南無得如是敬觀世音菩薩
442. 南無禮我如禮觀世音菩薩
443. 南無近我如近觀世音菩薩
444. 南無得我如得觀世音菩薩
445. 南無憶我如憶觀世音菩薩
446. 南無事我如事觀世音菩薩
447. 南無供養我如供養觀世音菩薩
448. 南無浄三業觀世音菩薩
449. 南無得觀音妙號觀世音菩薩
450. 南無除三途苦惱觀世音菩薩
451. 南無法界得清凉觀世音菩薩
452. 南無易脫眾生諸苦觀世音菩薩
453. 南無觀其音聲令得解脫觀世音菩薩
454. 南無使毒藥變甘霖觀世音菩薩
455. 南無令人離欲觀世音菩薩
456. 南無令人離嗔觀世音菩薩
457. 南無令人離癡觀世音菩薩
458. 南無與人得男女觀世音菩薩
459. 南無受人禮拜福不唐捐觀世音菩薩
460. 南無受人供養福不窮盡觀世音菩薩
461. 南無以種種形遊諸國土觀世音菩薩
462. 南無遊諸國土度脫眾生觀世音菩薩
463. 南無善應諸方所觀世音菩薩
464. 南無弘誓深如海觀世音菩薩
465. 南無歷劫不思議觀世音菩薩
466. 南無侍多千億佛觀世音菩薩
467. 南無發大清淨願觀世音菩薩
468. 南無聞名不空過觀世音菩薩
469. 南無見身不空過觀世音菩薩
470. 南無心念不空過觀世音菩薩
471. 南無滅諸有苦觀世音菩薩
472. 南無見加害必起慈心觀世音菩薩
473. 南無具足神通力觀世音菩薩
474. 南無廣修智方便觀世音菩薩
475. 南無無剎不現身觀世音菩薩
476. 南無息滅生老病死苦觀世音菩薩
477. 南無得眞觀觀世音菩薩
478. 南無得清淨觀觀世音菩薩
479. 南無廣大智慧觀觀世音菩薩
480. 南無得悲觀觀世音菩薩
481. 南無得慈觀觀世音菩薩
482. 南無願願常瞻仰觀世音菩薩
483. 南無無垢清淨光觀世音菩薩
484. 南無慧日破諸暗觀世音菩薩
485. 南無普明照世間觀世音菩薩
486. 南無悲體戒雷震觀世音菩薩
487. 南無慈意妙大雲觀世音菩薩
488. 南無澍甘露法雨觀世音菩薩
489. 南無滅除煩惱焰觀世音菩薩
490. 南無衆怨悉退散觀世音菩薩
491. 南無妙音觀世音菩薩
492. 南無梵音觀世音菩薩
493. 南無海潮音觀世音菩薩
494. 南無浄聖觀世音菩薩
495. 南無慈眼觀眾生觀世音菩薩
496. 南無福聚海無量觀世音菩薩
497. 南無與苦惱死厄能作依怙觀世音菩薩
498. 南無擁護佛法使長存觀世音菩薩
499. 南無自身日夜依法住觀世音菩薩
500. 南無隨所住處常安樂觀世音菩薩

## 外部連結
- 五百名觀世音經（页面存档备份，存于）